# 성난 능금 (1963년 영화)
"성난 능금"은 한국에서 제작된 김묵 감독의 1963년 영화이다. 강신성일 등이 주연으로 출연하였고 백완 등이 제작에 참여하였다.

## 출연

### 주연
- 강신성일
- 최지희
- 황정순
- 최남현

## 기타
- 미술: 박석인